# 자정작용
자정작용(自淨作用)은 자연 생태계에서 인간이 어떠한 특별한 행위를 하지 않아도 공기나 물에 포함되어 있는 오염 물질이 스스로 정화되는 능력을 지칭한다. 이러한 과정은 물리적, 화학적, 생물학적 작용의 결과이다. 자정작용은 물 속에서 뿐만 아니라 대기 중에서도 활발하게 이루어지고 있다. 오염된 공기를 희석해주는 바람, 대기오염 물질을 씻어내는 비, 오염된 공기를 정화시켜 깨끗한 공기를 공급해주는 나무가 자정작용을 담당하고 있다. 그러나, 오염이 어느 한계를 넘어서면 자정작용으로도 정화할 수 없기 때문에 자원의 올바른 사용이 이슈가 되고 있다.

## 자정 계수
물에서 자정작용이 유지되는지 아닌지를 판단하는 지표로 자정계수(f)가 있다. 자정계수가 1보다 크면 자정작용이 유지되고 있는 것이고, 1보다 작으면 자정작용이 일어나지 않아 수질 오염이 가속화된다.
{\displaystyle f={\frac {\text{재 폭 기  계 수}}{\text{탈 산 소  계 수}}}={\frac {k_{2}(day^{-1})}{k_{1}(day^{-1})}}}

## 촉진 요인
물에서의 자정작용은 하천 바닥에 자갈이 많을 때가 실트질일 때보다 난류가 잘 일어나 자정 작용이 잘 일어난다. 수심이 얕으면 산소가 더 잘 물에 녹아들어가게 되고 재폭기계수가 커져서 자정작용이 잘 일어난다. 호기성 또는 혐기성 미생물이 유기물을 무기물로 분해하는 것 역시 자정작용을 일으킨다. 자정작용이 일어나는 원리에는 물리적, 화학적, 생물학적 원리가 있는데 이 중 미생물에 의한 자정작용인 생물학적 원리가 가장 큰 영향을 준다. 유속이 빠르거나 구배가 크면 재폭기계수가 커져서 결과적으로 자정 계수가 커지고 자정작용이 잘 일어나게 된다.

## 저해 요인
물에서의 자정작용은 수심이 깊으면 산소가 덜 물에 녹아들어가게 되고 재폭기 계수가 작아져서 자정작용이 억제된다. 수온이 높아지는 경우 탈산소계수가 커지고 재폭기계수가 감소하기 때문에 자정 계수가 감소하게 되어 자정작용이 줄어든다. 그러나 여름이라고 해서 겨울보다 자정작용이 덜 일어나는 것은 아닌데, 그 이유는 여름에 수온이 높음으로 인해서 미생물의 활동이 활발해지고, 그 결과 유기물의 분해가 촉진되기 때문이다. 위의 촉진 요인에서 설명했듯이 물리적, 화학적, 생물학적 자정작용 원인 중에 생물학적 원인이 가장 영향이 크기 때문에, 수온으로 인해 저해요인이 생기더라도 생물학적 자정작용으로 충분한 자정이 일어나게 된다.

## 같이 보기
- 복원력
- 항상성

## 참고 문헌
- 노재식; 한웅규; 정용욱 (2016). 《토목기사 대비 상하수도 공학》. 한솔아카데미. ISBN 9791156562344.